# 茲斯圖雷山
43°09′19″N 2°02′46″W / 43.15528°N 2.04611°W

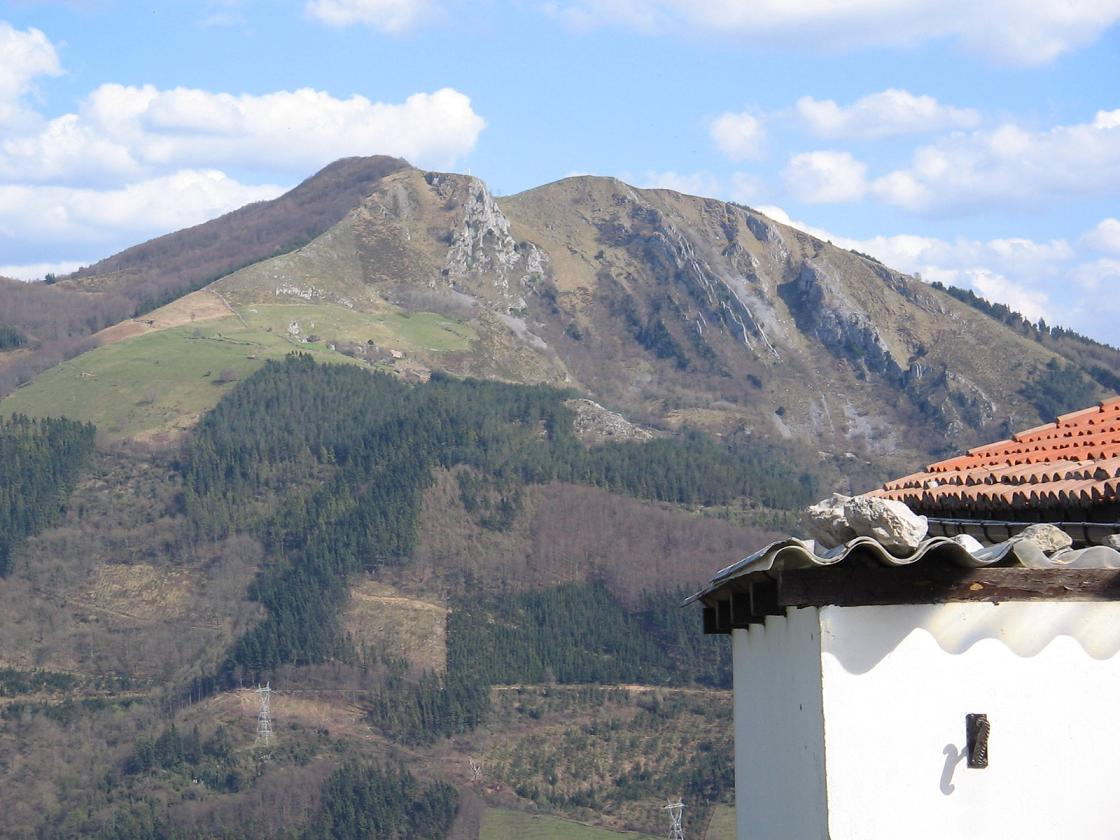

茲斯圖雷山（Uzturre），是西班牙的山峰，位於該國北部巴斯克地區，處於吉普斯夸省，俯瞰托洛薩，海拔高度730米，是當地和附近居民的熱門地點。